# Пласка
Пласка (пол. Płaska) — деревня в Польше, входит в состав Августовского повята Подляского воеводства. Административный центр гмины Пласка. Находится примерно в 19 км к востоку от города Августов. По данным переписи 2011 года, в деревне проживал 441 человек.
Есть школа и медицинский центр. Через деревню проходит региональная автодорога 672, а также восточный велосипедный маршрут Green Velo. Рядом находятся озёра Побойно, Орле и Панево.